# Sundi-Lutete missionsstation

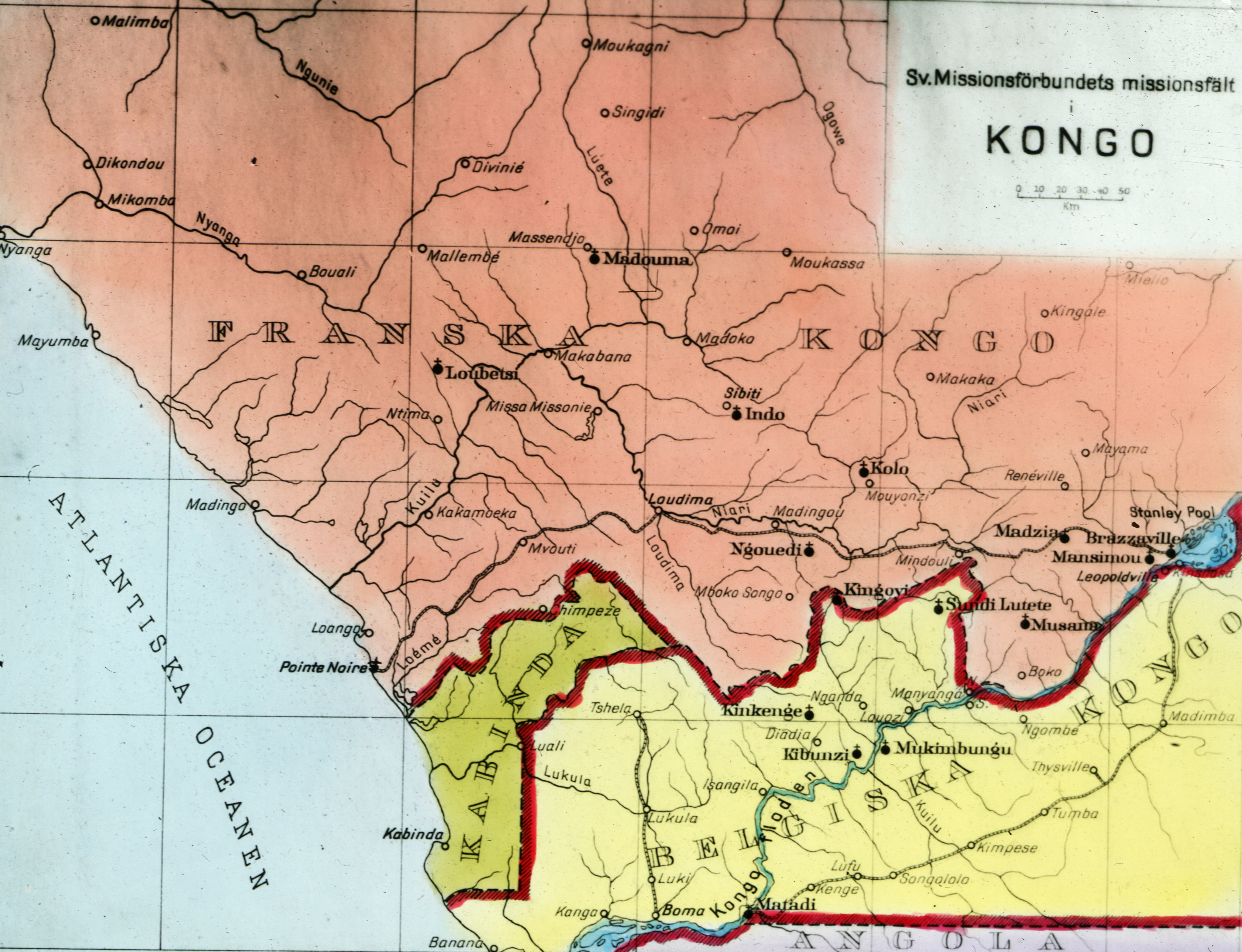
Svenska missionsförbundets stationer i Nedre Kongo, Belgiska Kongo och Franska Kongo. Sundi-Lutete ligger mellan Kingoyi och Musana.

Sundi-Lutete missionsstation var en av Svenska kongomissionens missionsstationer i Kongo-Kinshasa (tidigare Belgiska Kongo). Stationen finns fortfarande kvar men drivs idag av kongoleser.

## Historia
Den anlades 1924 av Albin Sonnell och ligger mellan Kingoyi missionsstation och Musana missionsstation i Kinkendalandet men man hade bedrivit missionsarbetet i området redan innan stationen grundades. 1940 övertog stationen ett fält på norra sidan av Kongofloden från den Amerikanska Baptistmissionen, samt områden från Kingoyistationen. Verksamheten var betydelsefull vad gäller framför allt skola och sjukvård och missionsstationen byggdes ut ett flertal gånger i takt med att dessa verksamheter expanderar. Stationsskolan och byskolorna bedrev undervisning på olika nivåer. Det var svårt att få verksamheten att gå ihop ekonomiskt men under 1930-talet beviljades man statligt bidrag vilket underlättade. En betydande del av sjukvårdsarbetet var inriktat på behandling av sömnsjuka, dysenteri och spetälska. Man byggde ut barn- och mödravården. Även ungdomsverksamhet, bland annat bildandet av scoutgrupper, bedrevs efter 1959.
Bland mer kända kongoleser med koppling till missionsstationen finns Ernest Wamba dia Wamba som föddes där 1942 och som sedan gick i svenska missionsskolor under sin uppväxt.

## Andra religiösa rörelser
De svenska missionärerna mötte motstånd från andra religiösa rörelser. I årsberättelsen från 1928 anges katolikerna som deras svåraste motståndare: "Vid flera tillfällen har de överfallit byar nattetid samt tagit och bortfört våra anhängare till sin station" (s.67). I årsberättelsen från 1940 står det att Biangana David från Frälsningsarmén utmålade missionärerna vid Sundi-Lutete som kannibaler, vilket ansågs förklara de många dödsfallen bland unga. Några år senare nämns Ngounzarörelsen ("Kimbangismen") som enligt missionärerna blandade det kristna budskapet med hedniska läror, särskilt bland kvinnorna i området.
1954 lämnade halva församlingen och övergick till rörelsen Mukukusa. Många uteslöts samma år då kimari (månggifte) ökade. Kimari var i lag förbjudet men ett kraftigt kvinnoöverskott ansågs bidra till att kimari blev mer vanligt igen. En annan rörelse som omskrivs var Kintwadi.

## Svenska missionärer vid Sundi-Lutete
Förutom redan nämnda missionärer var bland annat Viktor Vikterlöf, Gunnar, Alberta och Elsa Jernberg (1940-tal), Hemming och Marianne Andermo (1945-1958) verksamma vid Sundi-Lutete.

## Självständighet
1959 ökade kraven i Kongo på självständighet i landet och den nya Kongorepubliken utropades i Léopoldville den 30 juni. Året efter erkändes landet som självständigt men redan strax efter den egna självständighetsförklaringen 1959 utbröt en revolt inom armén, vilket medförde att delar av den vita befolkningen i landet förföljdes och utsattes för våld. De följande fem åren fram till 1965 har kommit att kallas Kongokrisen. Även inom Kongomissionens församlingar fanns krav på självständiga kongolesiska trossamfund. Arbetet vid Sundi-Lutete fortsatte relativt obehindrat. Kongoleserna tog över ledningen men ett samarbete med Svenska Missionsförbundets missionärer var fortfarande önskvärt, särskilt efter det att många av de församlingsmedlemmar som ryckts med i oppositionen mot de vita återvände till kyrkan.

## Sundi-Lutete idag
I samband med 100-årsjubileet 2024 angav Asgariikyrkan att församlingen i Sundi-Lutete hade ca 1000 aktiva medlemmar. De svenska missionärerna Curt och Gunnel Olofsson har arbetat vid stationen under flera år.<ref>